# Grube Mirabeau
Die Grube Mirabeau ist eine ehemalige Buntmetallgrube im Bensberger Erzrevier in Rösrath. Sie lag in der Umgebung von Lüghausen.

## Geschichte
Der Saturn – Rheinischer Bergwerks Aktien-Verein reichte am 4. April 1865 das Mutungsgesuch auf Eisen-, Blei-, Kupfererze und Blende ein. Die Feldesbesichtigung fand am 13. April 1865 statt. Am 1. Oktober 1865 folgte ein Antrag auf Erweiterung des Grubenfeldes. In der Schlussverhandlung am 23. Februar 1867 wurden besonders der Gegenstand der Verleihung und die Abgrenzungen zu den benachbarten Grubenfeldern behandelt. Aufgrund des dazu ergangenen Protokolls erfolgte die Verleihung am 3. April 1867 nur auf Kupfererze. Später ging das Bergwerk in das Eigentum der AG für Bergbau, Blei- und Zinkfabrikation zu Stolberg über. Über die Betriebstätigkeiten ist nichts bekannt.